# Paulina Chruściel
Paulina Chruściel-Wiśniewska (ur. 16 czerwca 1980 w Wołominie) – polska aktorka.

## Życiorys
W 1999 r. ukończyła I Liceum Ogólnokształcące im. Wacława Nałkowskiego w Wołominie. W roku 2004 ukończyła studia na Akademii Teatralnej im. Aleksandra Zelwerowicza w Warszawie i rozpoczęła pracę w zespole warszawskiego Teatru Współczesnego.
W roku 2007 zagrała Hamleta w sztuce wyreżyserowanej przez Waldemara Śmigasiewicza wystawianej w Teatrze Nowym w Poznaniu. Za rolę Hamleta otrzymała wyróżnienie na XI Międzynarodowym Festiwalu Szekspirowskim. Od sierpnia 2008 roku występuje w zespole Teatru Powszechnego, gdzie zadebiutowała zastępstwem w roli Abigail Williams w Czarownicach z Salem w reżyserii Izabelli Cywińskiej. Grała rolę Marty Majewskiej w Złym, adaptacji powieści Leopolda Tyrmanda. Współpracowała z Teatrem Polskiego Radia.
Obecnie występuje w Teatrze 6. piętro w Warszawie oraz w łódzkim teatrze, prowadzonym przez fundację Kamila Maćkowiaka.
Wystąpiła m.in. w następujących serialach: Pensjonat pod Różą (jako Hania), Klinika samotnych serc (jako Lidka) oraz Linia życia (jako Klara Kessler) i Na dobre i na złe (jako Ludmiła Papierniak), Za marzenia (jako Inga Malik).
Największą rozpoznawalność przyniosła jej rola Elki Kowalik w serialu TVN pt. Singielka (2015–2016). W latach 2021–2022 grała tytułową rolę Marii Matejko w serialu telewizji Polsat pt. Komisarz Mama.

## Życie prywatne
Jej mężem jest reżyser Łukasz Wiśniewski. Ślub wzięli w Tanzanii. Oboje mieszkają w Warszawie. Mają córkę Mariannę (ur. 2013).
W 2016 r. została nominowana do Telekamer Tele Tygodnia jako wschodząca gwiazda telewizji.

## Filmografia
| Rok       | Tytuł                        | Rola                                       | Uwagi           |
| --------- | ---------------------------- | ------------------------------------------ | --------------- |
| 2003      | Na Wspólnej                  | Zosia, klientka pubu Gabrieli              | odc. 8          |
| 2004      | Aryjska para                 | straganiarka                               |                 |
| 2004      | Książę nocy                  | Terry                                      |                 |
| 2005      | Klinika samotnych serc       | Lidka                                      | odc. 9, 10 i 15 |
| 2005      | Pensjonat pod Różą           | Hanna Borowik                              | odc. 50 i 51    |
| 2006      | Ale się kręci                | Magdalena Szewczyk                         |                 |
| 2006      | Pastorałka                   | anioł/kolędnik                             |                 |
| 2006      | Apetyt na miłość             | Irmina                                     |                 |
| 2006      | Słowo honoru                 | kobieta u fotografa                        |                 |
| 2008      | Kryminalni                   | Monika Czajska                             | odc. 89         |
| 2008–2010 | Złotopolscy                  | Berta Stockman                             |                 |
| 2009      | Przerwanie działań wojennych | łączniczka                                 |                 |
| 2010      | Czas honoru                  | Milena                                     | odc. 37 i 38    |
| 2010      | Hotel 52                     | Inga                                       | odc. 4          |
| 2010      | Ojciec Mateusz               | Karolina Wińska                            | odc. 38         |
| 2010      | Chichot losu                 | Brygida, żona Tadeusza                     | odc. 9, 12 i 13 |
| 2011      | Linia życia                  | Klara Kessler                              |                 |
| 2011–2013 | Na dobre i na złe            | Ludmiła Papierniak                         |                 |
| 2013      | Prawo Agaty                  | Ewa Czaplińska                             | odc. 44         |
| 2013      | Ojciec Mateusz               | Jolanta                                    | odc. 130        |
| 2014      | Wataha                       | Kinga Grzywaczewska, żona Adama            |                 |
| 2015–2016 | Singielka                    | Ela Kowalik                                |                 |
| 2017      | Niania w wielkim mieście     | Gaja, dawniej Nina, matka Ruty i Leszczyny | odc. 6          |
| 2018–2019 | Za marzenia                  | aktorka Inga Malik                         |                 |
| 2019      | Ojciec Mateusz               | Iwona                                      | odc. 284        |
| 2021–2022 | Komisarz Mama                | komisarz Maria Matejko                     |                 |
| 2023      | Dzień matki                  | przybrana matka Maksa                      |                 |
| od 2024   | M jak miłość                 | psychoterapeutka Judyta Kosowska           |                 |
| 2024      | Komisarz Alex                | Monika Marzec                              | odc. 263        |
| 2024      | Ojciec Mateusz               | Elżbieta Czacka, żona Michała              | odc. 412        |